# Абелова награда
Àбеловата награда (на норвежки: Abelprisen; на английски: Abel Prize) се присъжда ежегодно за изключителни постижения в математиката. 
Наградата е учредена от краля на Норвегия през 2002 г. по случай 200 години от рождението на знаменития норвежки математик Нилс Хенрик Абел и носи неговото име. Целта на учредителите е не само да насърчават световноизвестни математици, но и широко да рекламират и популяризират съвременната математика, особено сред младите хора. Абеловата награда започва да се присъжда от 2003 г., като номинациите се разглеждат от авторитетно 5-членно международно жури,  препоръчано от Международния математически съюз и Европейското математическо общество. Абеловата награда по математика допълва нобеловите награди,  тъй като нобелова награда по математика не се присъжда. Паричният размер на Абеловата награда е 7 500 000 норвежки крони  (721 846 USD към февруари 2023 г. ). Наградата се обявява и се връчва от Норвежката академия на науките. Церемонията се провежда в атриума на Университета в Осло  на мястото, където от 1947 до 1989 г. е била връчвана Нобеловата награда за мир. По традиция Норвежкото математическо дружество организира Абелевски лекции в Университета на Осло през седмицата на връчването на Абеловата награда, един от лекторите на които е новият лауреат.
Абеловата награда е сред най-значимите отличия по математика заедно с Медала на Филдс за млади учени. Жан-Пиер Сер е единственият учен, получил двете награди за математика: през 1954 г. става най-младият носител на наградата Филдс, а почти половин век след това (2003 г.) е първият лауреат на Абелова награда.
Аналогът на Абеловата награда, но за хуманитарни науки, е Холберговата награда.

## История
Още в края на XIX век норвежкият математик Софус Ли предлага да се учреди и награда по математика в чест на Нилс Абел, която да запълни празнотата на Нобеловите награди. Било е предвидено първата награда да се връчи през 1902 г., по случай 100-годишнината от рождението на Абел. Тогавашният крал на Норвегия Оскар II е склонен да финансира наградата, а математиците Лудвиг Силов и Карл Стьормер съставят правилата за награждаване. След смъртта на Софус Ли процесът по учредяване на наградата се забавя и окончателно спира след разпада на Шведско-норвежката уния (1905). 
В края на XX и началото на XXI век интересът към наградата нараства, създава се работна група, която разработва предложение до Министър-председателя на Норвегия през май 2001 г. и вече през август същата година Норвежкото правителство решава, че ще започне връчването на Абеловата награда от 2002 г., по случай 200-годишнината от рождението на Нилс Абел. Създаден е и Мемориален фонд. Въпреки това първата награда е връчена на 3 юни 2003 г. 
На всеки пет години се издават книги за постиженията на лауреатите. Първата излиза през 2010 г. и е озаглавена The Abel Prize 2003 – 2007, а втората е за периода 2008 – 2012. 
През 2019 г. наградата е присъдена на първата жена – Карен Уленбек от Тексаския университет. Абеловата награда се присъжда ежегодно през месец март, а официалната церемония по награждаването е през май.

## Сравнение с Нобеловата награда
Абеловата награди има доста прилики с Нобеловата награда и е най-близо до нея по всички критерии:
- Нобеловата и Абеловата награди се дават на доказани водещи учени в своята област.
- И двете награди се присъждат ежегодно на лауреати на всяка възраст.
- Нобеловата и Абеловата награди се дават за конкретни научни резултати.
- Нобеловата награда за 2012 – 2021 г. е около 1 милион щатски долара; Абеловата награда през 2008 г. е с еквивалент около 1,2 милиона USD, а през 2023 г. – 721 846 USD. [4][5]

## Лауреати
| Година | Лауреат                              | Институт                                                                                 | Обосновка |
| ------ | ------------------------------------ | ---------------------------------------------------------------------------------------- | --- |
| 2003   | Жан-Пиер Сер                         | Колеж дьо Франс                                                                          | За ключова роля при създаването на съвременния вид на много раздели от математиката, включително топологията, алгебрична геометрия и теория на числата |
| 2004   | Майкъл Атия и Изадор Зингер          | Единбургски университет / Масачузетски технологичен институт                             | За откриване и доказателство на теоремата за индексите, обединяваща топологията, геометрията и математическия анализ и за изключителния им принос в изграждането на нови мостове между математиката и теоретичната физика                                           |
| 2005   | Питър Лакс                           | Нюйоркски университет                                                                    | За новаторски принос в теорията и приложението на частни диференциални уравнения и за решаването им |
| 2006   | Ленарт Карлсон                       | Кралски технологичен институт (Швеция)                                                   | За неговия дълбок и конструктивен принос в хармоничния анализ и в теорията на гладките динамични системи |
| 2007   | Сриниваса Варадхан                   | Нюйоркски университет (Институт Курант за математически науки)                           | За фундаментален принос в теория на вероятностите и особено за създаване на единна теория на големите отклонения |
| 2008   | Джон Григс Томпсън и Жак Титс        | Флоридски университет / Колеж дьо Франс                                                  | За дълбоки достижения в алгебрата и в частност за създаване на модерна теория на групите |
| 2009   | Михаил Громов                        | Институт за висши научни изследвания (Франция)                                           | За революционен принос в геометрията |
| 2010   | Джон Тейт                            | Тексаски университет в Остин                                                             | За огромното му и продължително влияние в областта на теория на числата |
| 2011   | Джон Милнър                          | Държавен университет на Ню Йорк (Стоун Брук)                                             | За пионерски открития в топологията, геометрията и алгебрата |
| 2012   | Ендре Семереди                       | Университет Рутгерс, Ню Джърси                                                           | За фундаментален принос в дискретната математика и теоретичната информатика, а също и за дълбокото и продължително влияние на тези приноси в адитивната теория на числата и в ергодичната теория                                                                    |
| 2013   | Пиер Делин                           | Институт за авангардни изследвания (Принстън)                                            | За основополагащ принос в алгебричната геометрия, който оказва преобразуващо влияние върху репрезентационната теория, теория на числата и областите, свързани с тях                                                                                                 |
| 2014   | Яков Синай                           | Институт по теоретична физика Ландау и Принстънски университет                           | За фундаментален принос в динамичните системи, ергодичната теория и математическата физика |
| 2015   | Джон Наш и Луис Ниренберг            | Принстънски университет / Нюйоркски университет (Институт Курант за математически науки) | За ярък и конструктивен принос в теорията на нелинейните частни диференциални уравнения и за приложението им в геометричния анализ |
| 2016   | Андрю Уайлс                          | Оксфордски университет и Кеймбриджки университет                                         | За потресаващото доказателство на Последната теорема на Ферма чрез прилагане на теорията за модуларност за полустабилни елиптични криви, което открива нова ера в теорията на числата                                                                               |
| 2017   | Ив Майер                             | Екол нормал (Париж – Сакле)                                                              | За водещата роля за развитие на математическата теория на уейвлетите |
| 2018   | Робърт Ленглендс                     | Институт за авангардни изследвания (Принстън)                                            | За далновидната програма, свързваща репрезентационната теория с теорията на числата |
| 2019   | Карен Уленбек                        | Тексаски университет в Остин                                                             | За новаторски постижения в областта на геометричните частни диференциални уравнения, теорията на калибровъчната инвариантност и на интегрируемите системи, както и за фундаменталното влияние на нейните работи върху анализа, геометрията и математическата физика |
| 2020   | Халел Фюрстенберг и Грегъри Маргилус | Еврейски университет в Йерусалим / Йейлски университет                                   | За новаторско прилагане на методите от теория на вероятностите и динамиката в теорията на групите, теорията на числата и комбинаториката. |
| 2021   | Ласло Ловас и Ави Вигдерсон          | Будапещенски университет / Еврейски университет в Йерусалим                              | За фундаменталния им принос в теоретичната информатика и дискретната математика и за водещата роля в превръщането им в централни направления в съвременната математика.                                                                                             |
| 2022   | Денис Съливан                        | Държавен университет на Ню Йорк в Стоуни Брук / Градски университет на Ню Йорк           | За новаторски принос към топологията в нейния най-широк смисъл и по-специално към нейните алгебрични, геометрични и динамични аспекти. |
| 2023   | Луис Кафарели                        | Тексаски университет, Остин                                                              | За приноса му в теорията за нелинейните частични диференциални уравнения, включително за задачи със свободни граници и уравнението на Монж-Ампер. |